# Dominic Fletcher
Dominic Paul Fletcher (Orange, California, 2 de septiembre de 1997), más conocido como Dominic Fletcher, es un jugador profesional estadounidense de béisbol que se desempeña en la posición de jardinero derecho en Chicago White Sox, equipo de las Grandes Ligas de Béisbol (MLB).

## Carrera
Fletcher hizo su debut en la MLB con el equipo Arizona Diamondbacks, en el cual jugó una temporada (2023), después pasó a Chicago White Sox, donde lleva jugando una temporada.